# Jersey Joe Walcott
Jersey Joe Walcott est un boxeur américain né le 31 janvier 1914 à Merchantville dans le New Jersey et mort le 25 février 1994 à Camden, également dans le New Jersey.

## Biographie
Il remporte le titre de champion du monde de boxe poids lourds le 18 juillet 1951 en battant d'un crochet du gauche Ezzard Charles. Il perd son titre face à Rocky Marciano le 23 septembre 1952 ainsi que le combat revanche l'année suivante par KO au 1er round pour ce qui sera son dernier combat professionnel.

## Distinctions
- Walcott - Charles III est élu combat de l'année en 1951.
- Marciano - Walcott I est élu combat de l'année en 1952.
- Il est membre de l'International Boxing Hall of Fame depuis sa création en 1990.